# Aglaonema marantifolium
Aglaonema marantifolium är en kallaväxtart som beskrevs av Carl Ludwig von Blume. Aglaonema marantifolium ingår i släktet Aglaonema och familjen kallaväxter. Inga underarter finns listade.

## Bildgalleri

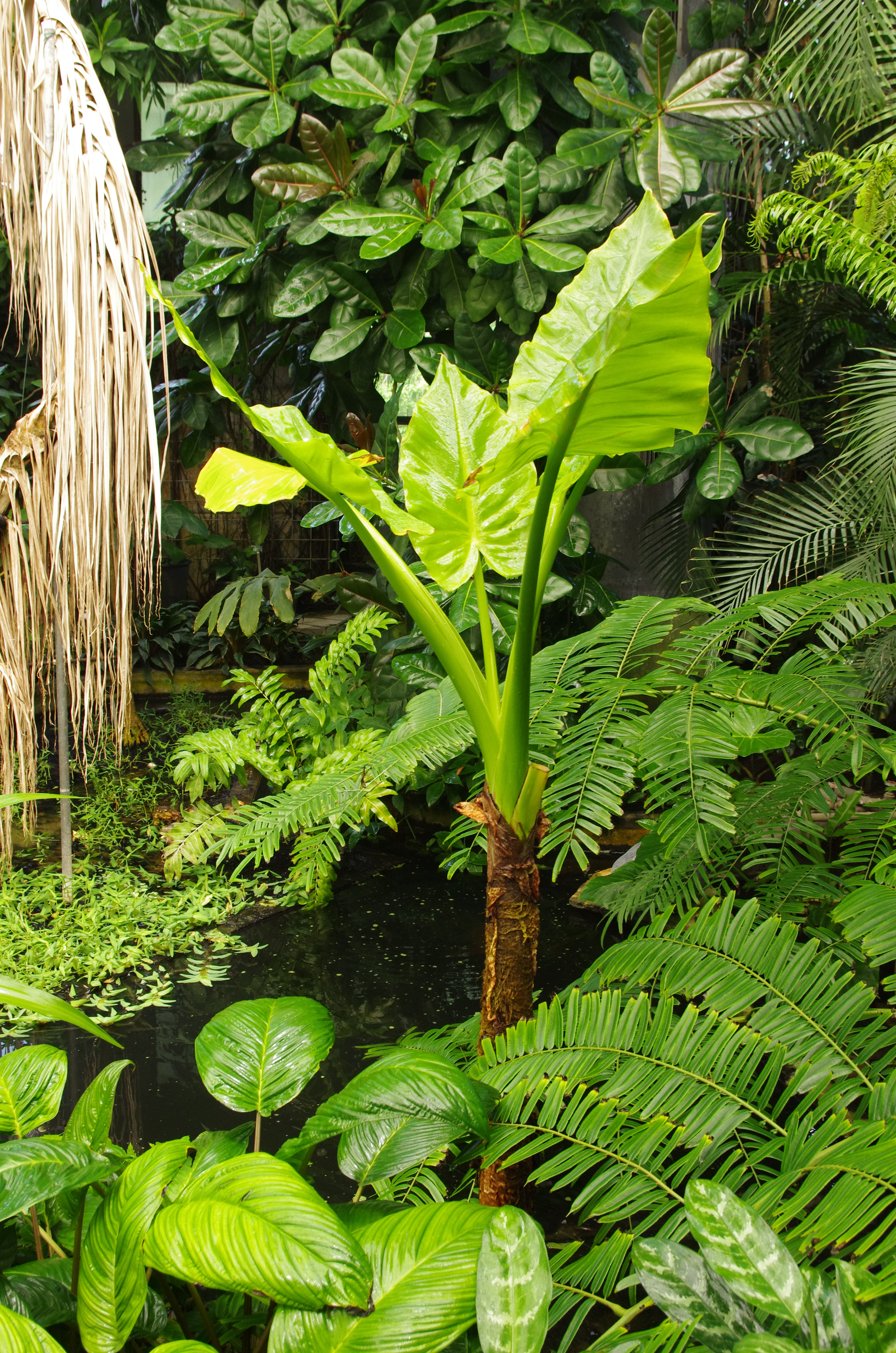
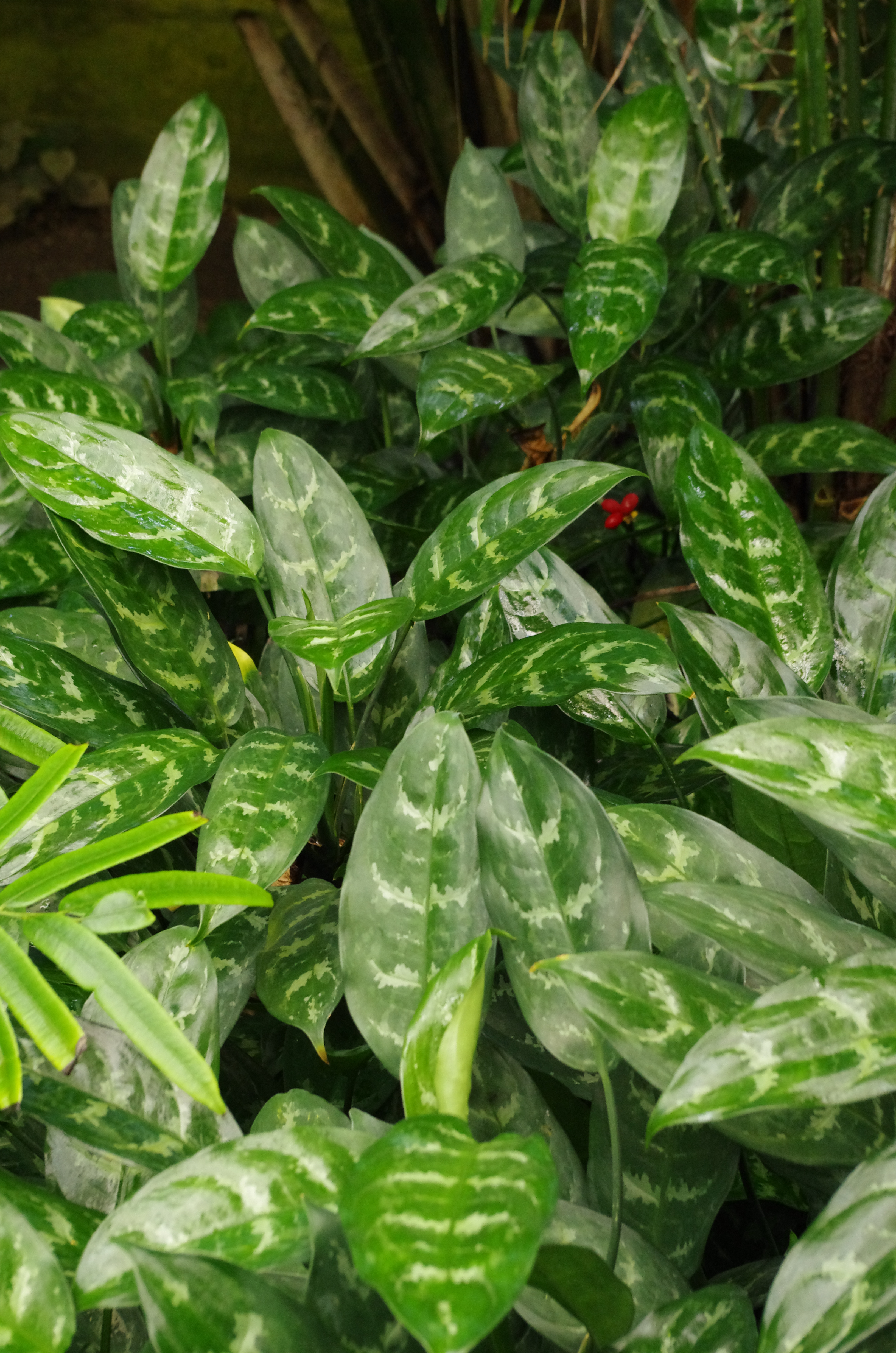
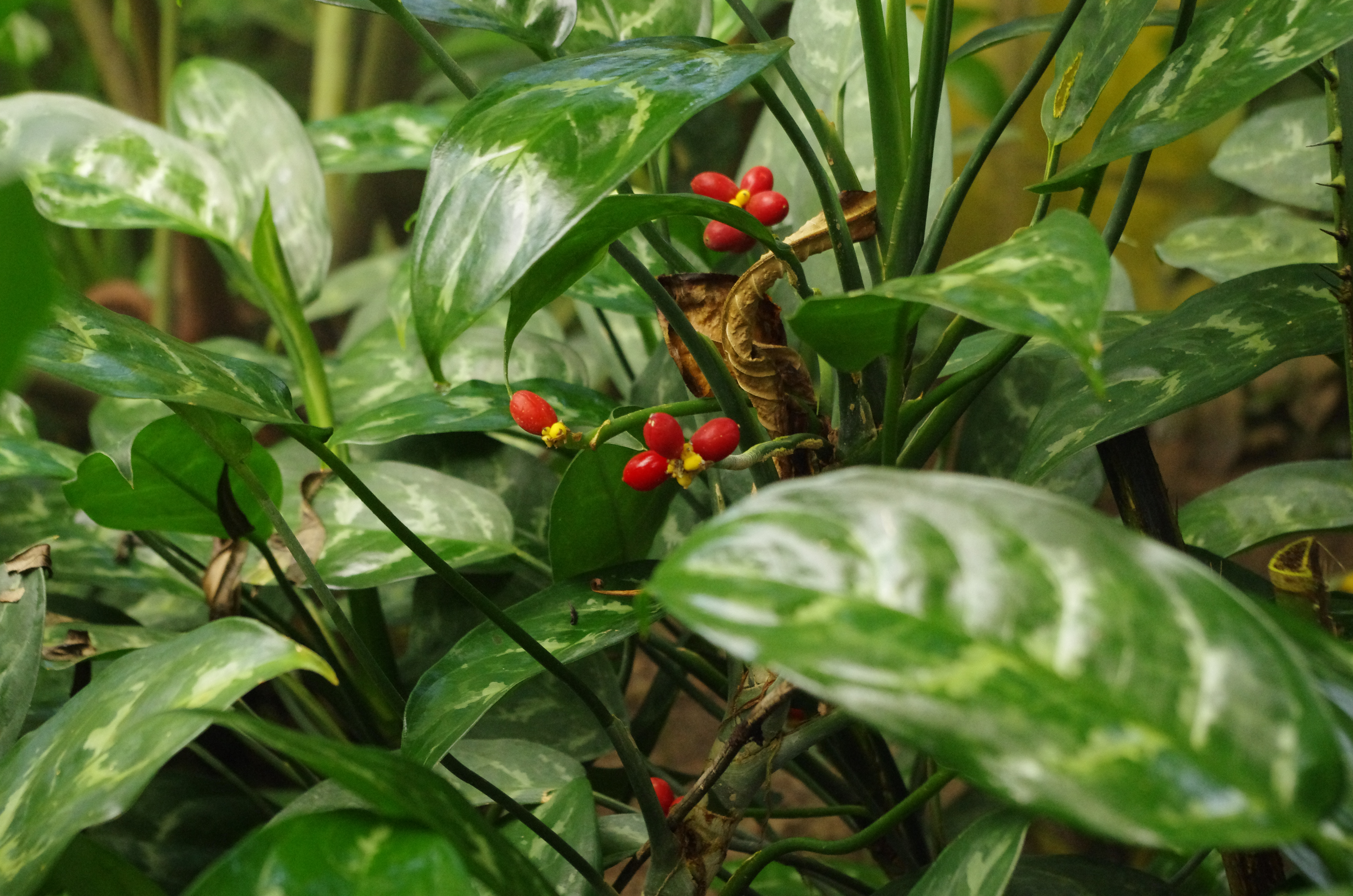
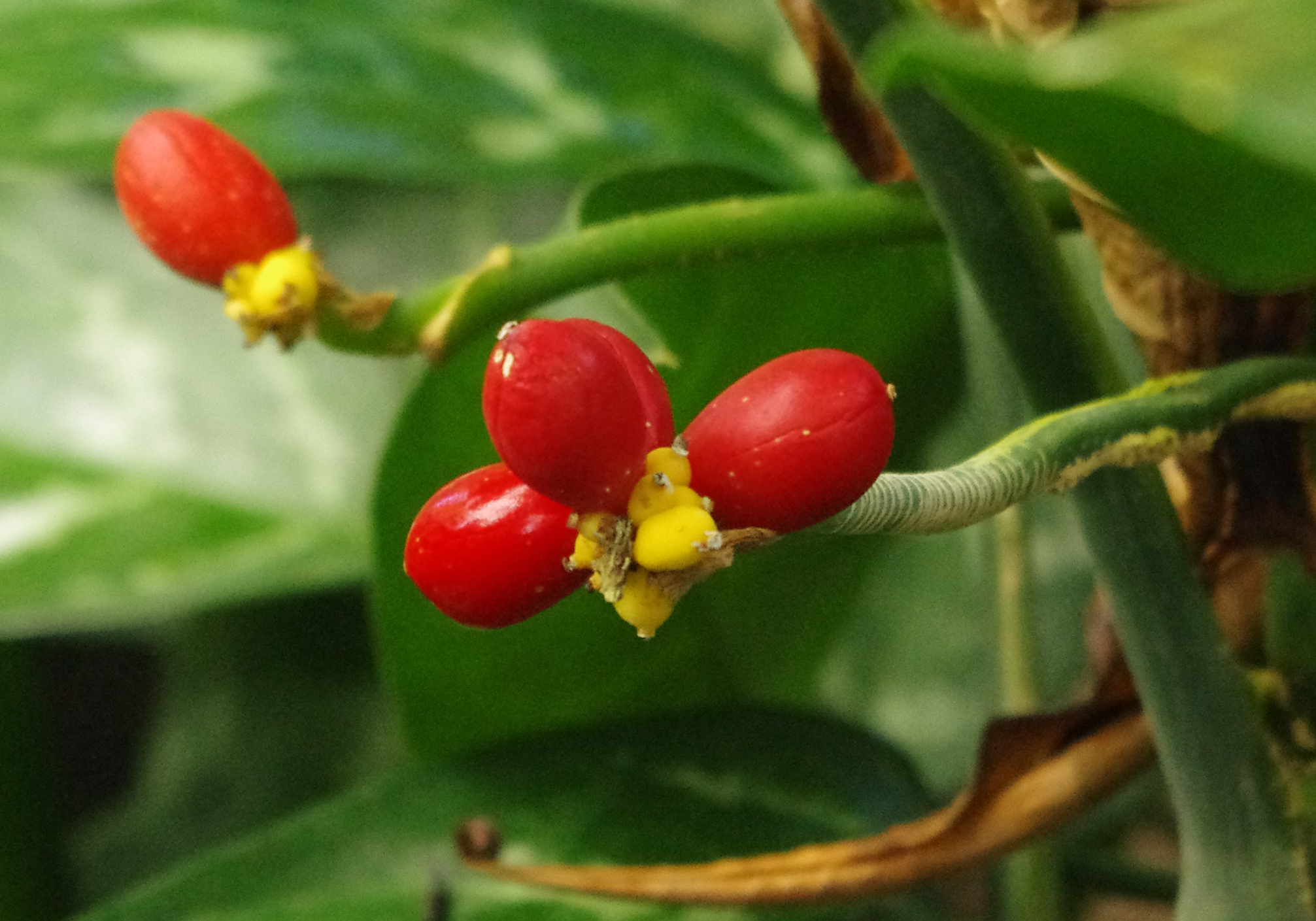